# Buffle nain
Syncerus caffer nanus
Sous-espèce
Le buffle nain (Syncerus caffer nanus), ou buffle de forêt, est une sous-espèce du buffle d'Afrique (Syncerus caffer).